# فرودگاه دانک آیلند
فرودگاه دانک آیلند (به انگلیسی: Dunk Island Airport) یک فرودگاه همگانی با کد یاتا DKI است که یک باند فرود آسفالت دارد و طول باند آن ۸۰۴ متر است. این فرودگاه در کشور استرالیا قرار دارد و در ارتفاع ۱۲ متری از سطح دریا واقع شده است.